# Oz (잡지)

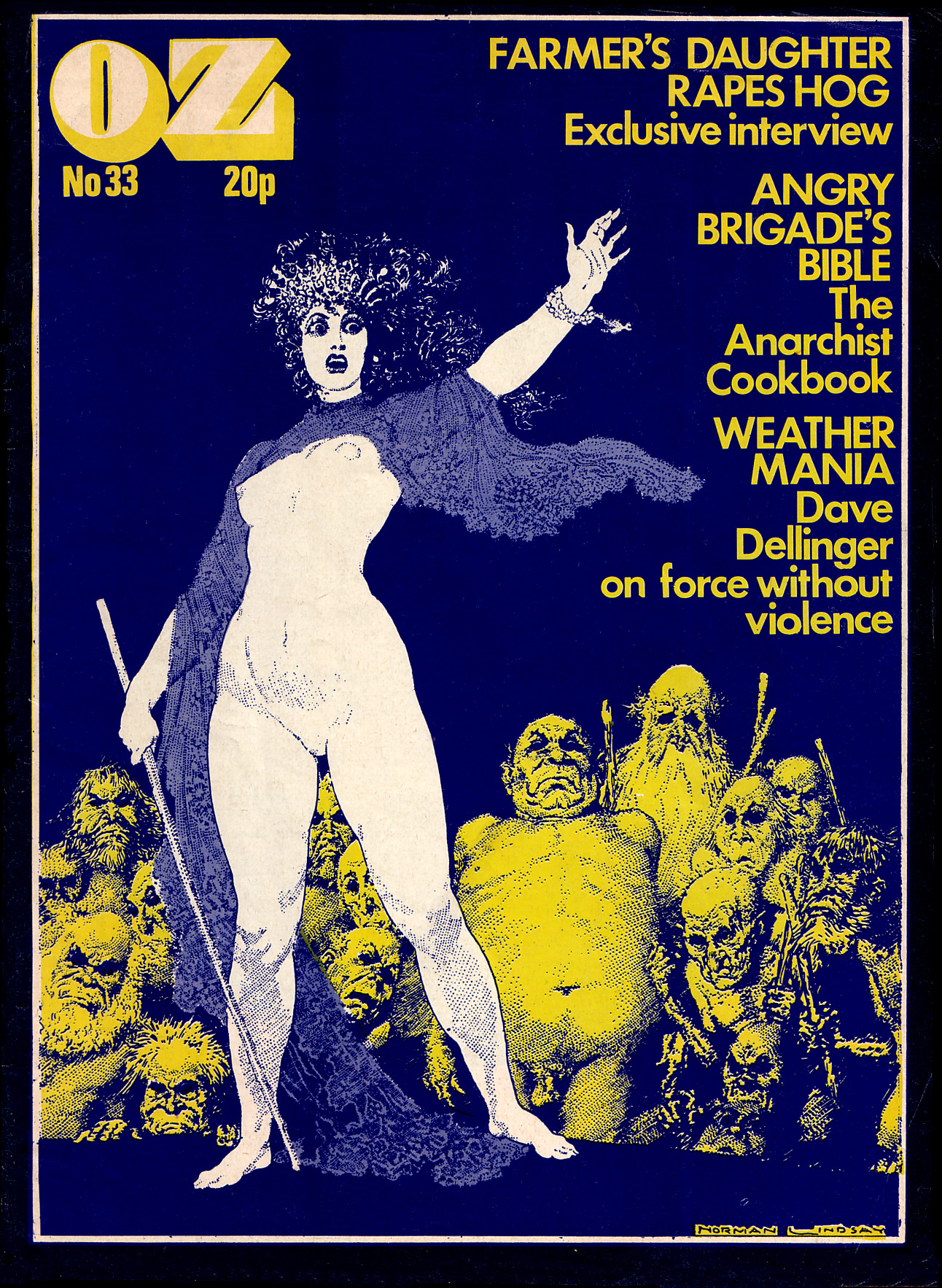
노먼 린지가 커버를 그린 Oz 런던 33호, 1971년 2월 발행

《OZ》는 1963년 시드니에서 첫 발행된 언더그라운드 대안 잡지로, 1967년 영국 런던에서 새 버전으로 발행되면서 더욱 유명해졌다.
호주판 오리지널은 63년부터 69년까지 ‘풍자성 잡지’로 발행되었으며, 영국판은 "환각적 히피문화"를 표방, 67년부터 73년까지 선보였다. 《OZ》는 창간 당시부터 낙태, 동성애, 백호주의 이민 정책 등 당시 사회에서 민감했던 이슈에 반론을 제기함은 물론 인체에 대한 노골적 장면의 사진이나 그림을 그대로 게재, 상당한 센세이션을 일으켰다. 언더그라운드 매체로서의 강력한 성격은 두 차례에 걸친 ‘외설 재판’으로 이어졌다. 하나는 1964년 호주에서, 다른 한 건은 71년 영국에서 치러졌으며, 두 재판 모두 1심에서 유죄가 선고됐으나 항소심에서 무죄판결을 받았다.
호주와 영국판 잡지 모두 핵심 편집자는 리처드 네빌이었으며, 시드니판은 리차드 월시와 마틴 샤프가 공동 편집자로, 영국판은 제임스 앤더슨이, 후에 펠릭스 데니스가 공동 편집자로 합류했다.

## 같이 보기
- 검열
- 반문화
- 정보의 자유
- 출판의 자유
- 언론의 자유
- 하위문화